# Le Prince au masque rouge
Pour plus de détails, voir Fiche technique et Distribution.
Le Prince au masque rouge (Il cavaliere di Maison Rouge) est un film de cape et d'épée italien réalisé par Vittorio Cottafavi et sorti en 1953.
Il est adapté du roman Le Chevalier de Maison-Rouge d'Alexandre Dumas, publié en 1846.

## Synopsis
Pendant l'emprisonnement de la reine de France Marie-Antoinette, un groupe de royalistes conspire secrètement pour tenter de la libérer, aidés par le cordonnier Simon. Ce groupe est dirigé par le chevalier de Maison-Rouge qui s'était introduit sous le nom de Maximilien Lorin dans la Garde nationale. Promu au grade de lieutenant, Lorin se lie d'amitié avec le capitaine Maurice Lindet, chargé de la garde des prisonniers du Temple, auquel Lorin est également affecté. Lindet tombe amoureux d'une dame mystérieuse, en réalité la femme d'un des chefs des royalistes, Margot.
Un jacobin parvient à déjouer leurs complots : la reine est condamnée et exécutée par la guillotine et les autres mourront presque tous aussi, à l'exception du capitaine Lindet qui s'enfuira avec Margot hors de Paris pour tenter de refaire sa vie.

## Fiche technique
- Titre français : Le Prince au masque rouge[1]
- Titre original italien : Il cavaliere di Maison Rouge[2]
- Réalisateur : Vittorio Cottafavi
- Scénario : Alessandro Ferraù (it), Vittorio Cottafavi, Giuseppe Mangione
- Photographie : Arturo Gallea
- Montage : Loris Bellero
- Musique : Ezio Carabella
- Décors : Giancarlo Bartolini Salimbeni (it)
- Costumes : Emilio Schubert
- Maquillage : Euclide Santoli
- Production : Giorgio Venturini
- Sociétés de production : Produzioni Venturini
- Pays de production :  Italie
- Langue originale : italien
- Format : Noir et blanc - 1,37:1 - Son mono - 35 mm
- Durée : 90 minutes
- Genre : Film de cape et d'épée
- Dates de sortie :
  - Italie : 1953 (visa délivré le 20 avril 1953[3])
  - France : 31 mars 1954[1]

## Distribution
- Vittorio Sanipoli : Maximilien Loris, alias le prince au masque rouge, Alexandre Gonsse de Rougeville.
- Renée Saint-Cyr : Marie-Antoinette.
- Armando Francioli : capitaine Maurice Lindet
- Yvette Lebon : Margot
- Alfred Adam : Dixmaire, le jacobin
- Marcel Pérès : Simon Tusson, le cordonnier
- Franca Marzi : Eloise Tusson
- Luigi Tosi : général Antoine Joseph Santerre.
- Olga Solbelli : Madame Tusson
- Giancarlo Regis : le Dauphin de France.
- Ermanno Pavarini : Auguste Marmont
- Pietro Fumelli : le prêtre
- Giuseppe Chinnici : l'accusateur public

## Tournage
Le film a été tourné dans les studios Fert à Turin. La plupart des intérieurs ont été tournés au palais royal de Venaria. 